# Yangfeng (sockenhuvudort i Kina, Jiangxi Sheng, lat 29,29, long 116,38)
Yangfeng är en sockenhuvudort i Kina. Den ligger i provinsen Jiangxi, i den sydöstra delen av landet, omkring 83 kilometer nordost om provinshuvudstaden Nanchang. Antalet invånare är 27 358. Befolkningen består av 14 374 kvinnor och 12 984 män. Barn under 15 år utgör 26,0 %, vuxna 15-64 år 66 %, och äldre över 65 år 6,0 %.
Runt Yangfeng är det ganska tätbefolkat, med 248 invånare per kvadratkilometer. Närmaste större samhälle är Tutang, 8,8 km norr om Yangfeng. Trakten runt Yangfeng består till största delen av jordbruksmark.
Genomsnittlig årsnederbörd är 2 294 millimeter. Den regnigaste månaden är maj, med i genomsnitt 338 mm nederbörd, och den torraste är januari, med 74 mm nederbörd.